# Syg Nok Records
Syg Nok Records var et uafhængigt dansk pladeselskab, der udgav især elektronisk musik som breakcore, gabber og elektronisk rap, samt en række undergrundsgenrer som perker tech, Nørrebro-rap og indisk crunk.
Pladeselskabet eksisterede i årene 2006-2016 og udgav blandt andet musik af Kid Kishore, Albertslund Terror Korps, Goodiepal, Peckerhead og Lisbent.
Også tegneserietegneren Halfdan Pisket (under navnet VJ CANCER) og rapperen Kidd var tilknyttet selskabet.
Flere kunstnere på Syg Nok Records har optrådt på Roskilde Festival, herunder Albertslund Terror Korps i 2008. og  Goodiepal i 2000, denne koncert blev senere dokumenteret på LPen battlefleet Ghothic.[kilde mangler]
Musikken, der blev udgivet på Syg Nok Records, var ofte meget eksperimentel og kørte parallelt med et visuelt udtryk præget af blinkende, animerede billeder, ondsindede Mickey Mouse-kloner, rumvæsener og en udpræget brug af hagekors.
Mens hagekorset ofte forbindes med nazismen, og i sammenhæng med Kid Kishore forbindes med hans hinduistiske baggrund, insisterede han og Halfdan Pisket på at kalde symbolet 'det nye danske svastika'.
Syg Nok Records er flere gange blevet beskrevet i medierne i forbindelse med diverse sager, blandt andet tyveriet af en Eventide H8000-musikcomputer fra Århus Musikkonservatorium, salg af et album, der indeholdt en ægte dansk 500 kr.-seddel, udbredelse af falske pengesedler og en erklæret hacker-kampagne mod websitet Soundvenue.